# Bythinoplectus
Bythinoplectus (лат.) — род мелких мирмекофильных жуков-ощупников из подсемейства Pselaphinae (Staphylinidae).

## Распространение
Неотропика.

## Описание
Мелкие коротконадкрылые жуки—ощупники, длина тела менее 5 мм. Основная окраска красновато-коричневая. Голова расширенная кзади, субтреугольная. Усики 9-члениковые. Лапки с одним коготком. Род был впервые выделен в 1882 году австрийским энтомологом Эдмундом Райттером (1845—1920); включён в состав трибы Bythinoplectini из надтрибы Bythinoplactitae.
- Bythinoplectus gloydi Park, 1949
- Besucheteidos maya Comellini, 1985
- Bythinoplectoides gigas Comellini, 1985
- Bythinoplectus boneti Park, 1952
- Bythinoplectus denticornis Raffray, 1897; (= Bythinoplectus carenado Becker & Sanderson, 1953; Bythinoplectus dechambrieri Comellini, 1985)
- Bythinoplectus emargo Becker & Sanderson, 1953; (= Bythinoplectus mexicanus Comellini, 1985)
- Bythinoplectus erectifrons Park, 1952
- Bythinoplectus gloydi Park, 1949
- Bythinoplectus incisifrons Park, 1952
- Bythinoplectus laminatus Park, in Park, Wagner and Sanderson, 1976
- Bythinoplectus nocturnalis Park, 1952
- Bythinoplectus veracrucensis Comellini, 1985